# Erustes
Erustes es un municipio y localidad española de la provincia de Toledo, en la comunidad autónoma de Castilla-La Mancha. El término municipal tiene una población de 226 habitantes (INE 2024).

## Toponimia
No hay datos totalmente fiables de la procedencia del término Erustes. La que parece ser más acertada indica que derivaría del vasco irusta, trébol, palabra compuesta de iru, tres y osto, hojas. En distintas épocas de la historia ha sido designado como Herustes.

## Geografía
El municipio se encuentra situado en un llano de la comarca de Torrijos y linda con los términos municipales de Domingo Pérez, Santa Olalla, Carriches, Mesegar de Tajo y Cebolla, todos pertenecientes a la provincia de Toledo.

## Historia
Se sabe de su existencia desde el siglo IV por el hallazgo de un trozo de sarcófago romano-cristiano de esa época. En 1399 aparece nombrado como una de las aldeas que dona Alvar Pérez de Guzmán, alguacil mayor de Sevilla. Su importancia en el siglo XIV queda palpable por la riqueza del alfarje que cubre la iglesia. Perteneció durante mucho tiempo al condado de Orgaz.
A mediados del siglo XIX, el lugar tenía contabilizada una población de 141 habitantes. La localidad aparece descrita en el séptimo volumen del Diccionario geográfico-estadístico-histórico de España y sus posesiones de Ultramar de Pascual Madoz de la siguiente manera:

ERUSTES: l. con ayunt. en la prov. y dióc. de Toledo (7 leg.), part. jud. de Torrijos (3) , aud. terr. de Madrid (14), c. g. de Castilla la Nueva. sit.: en llano al O. de la cap. y a la inmediacion de la carretera de la misma á Talavera de la Reina, es de clima cálido, reinan los vientos del E. y se padecen tercianas: tiene 40 casas pequeñas; la de ayunt., cárcel, escuela de primeras letras, servida por un maestro no examinado, que percibe 300 rs. de dotacion de los fondos públicos, y asisten 12 niños; igl. parr. dedicada á la Asuncion de Ntra. Sra., curato de entrada y provision ordinaria, y en las afueras una fuente con aguas abundantes para el consumo del vecindario. Confina el térm. N., con el de Domingo Pérez; E. la Mata; S. Cebolla; 0. Sta. Olalla á dist. de 1/4 á 1 leg. y comprende 840 fan. de tierra labrantia, de las cuales son 120 de primera calidad, 360 de segunda y el resto de tercera, y hay ademas 400 olivos: el terreno es fértil y de secano: los caminos vecinales y la carretera que se ha referido; el correo se recibe en la estafeta de Cebolla por encargo particular de los interesados. prod.: trigo, cebada, garbanzos y algarrobas, se mantiene poco ganado lanar, 8 pares de mulas y 3 de bueyes para la labor. pobl.: 35 vec., 141 alm. cap. prod.: 92,086 rs. imp.: 8,766. contr.: segun el cálculo oficial de la prov. 74 '48 por 100. presupuesto municipal 2,000 del que se pagan 800 al secretario por su dotacion y se cubre con los fondos de propios, consistentes en 130 fan. de tierra labrantia y un prado, que producen 110 rs. y el resto por repartimiento vecinal.
(Madoz, 1847, p. 504)

## Demografía
Cuenta con una población de 226 habitantes (INE 2024).
| Gráfica de evolución demográfica de Erustes entre 1842 y 2021                                                         |
| |
| Población de derecho según los censos de población del INE. Población de hecho según los censos de población del INE. |

## Administración
| Periodo   | Nombre                        | Partido |
| --------- | ----------------------------- | ------- |
| 1979-1983 | Domingo García López          | UCD     |

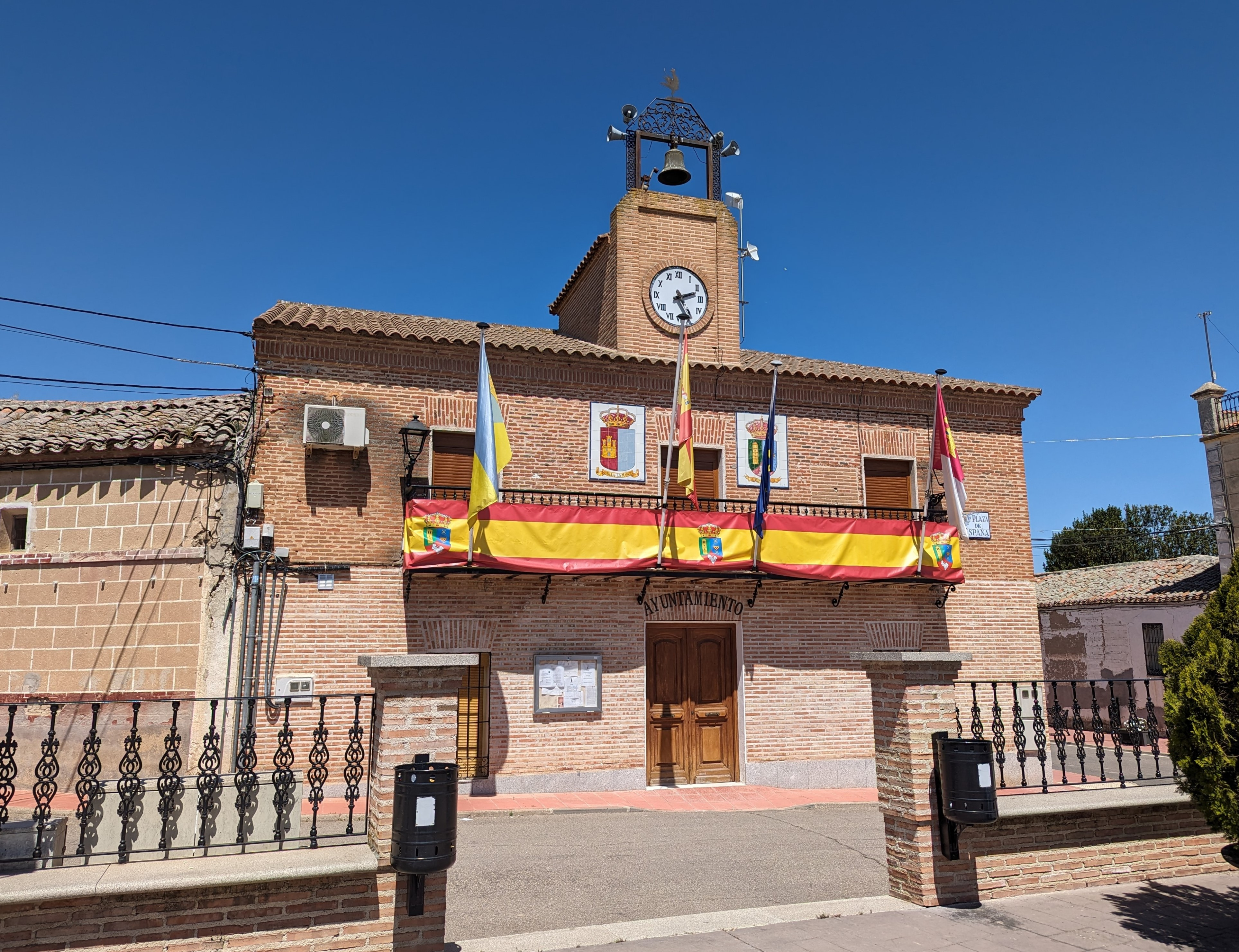
Casa consistorial

| 1983-1987 | Jesús Maroto Sánchez-Cabezudo | AP      |
| 1987-1991 | Jesús Maroto Sánchez-Cabezudo | AP / PP |
| 1991-1995 | Eugenio Muñoz Jerez           | PSOE    |
| 1995-1999 | Eugenio Muñoz Jerez           | PSOE    |
| 1999-2003 | Eugenio Muñoz Jerez           | PSOE    |
| 2003-2007 | Eugenio Muñoz Jerez           | PSOE    |
| 2007-2011 | Sonia Morales Jiménez         | PSOE    |
| 2011-2015 | Sonia Morales Jiménez         | PSOE    |
| 2015-2019 | Sonia Morales Jiménez         | PSOE    |
| 2019-2023 | Sonia Morales Jiménez         | PSOE    |

## Patrimonio

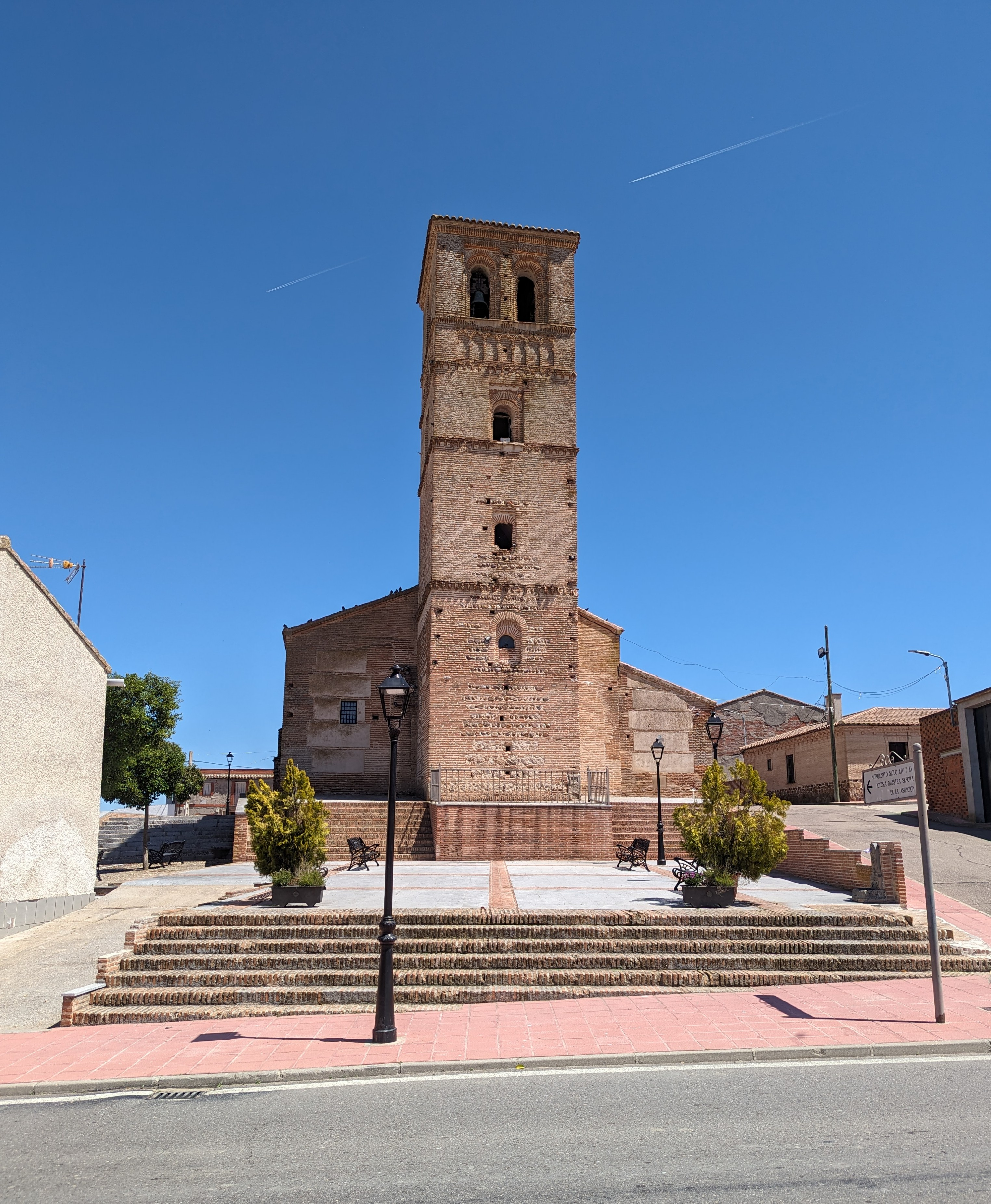
Iglesia de Nuestra Señora de la Asunción

En la localidad se encuentra la iglesia de la Asunción de Nuestra Señora.

## Fiestas
- 3 de febrero: San Blas.
- 23 de abril: San Jorge.
- 16 de agosto: San Roque.